# Vytenis Lipkevičius
Vytenis Lipkevičius (Vilkija, 19 de maio de 1989) é um basquetebolista profissional lituano, atualmente joga no Žalgiris Kaunas.